# Площадь Республики (станция метро)
Площадь Республики (Анрапетуця́н Храпара́к, арм. Հանրապետության Հրապարակ) — станция Ереванского метрополитена. Расположена между станциями «Еритасардакан» и «Зоравар Андраник». До 1992 носила название «Ленини Храпарак» (рус. Площадь Ленина)

## История
Станция была открыта 26 декабря 1981 года на действующем участке между станциями «Еритасардакан» и «Давид Сасунский». Названа в честь главной площади Еревана — Площади Республики, которая вместе со станцией до 1992 года носила имя Ленина.
Станция была спроектирована двумя архитекторами: Джимом Торосяном и Мкртичем Минасяном. Их проект в 1983 был удостоен государственной премии Армянской ССР.

## Галерея
- Поезд прибывает на станцию
- Фонтан

## Расположение
Станция расположена в центре Еревана, в районе Кентрон (дословно — «центр»), у национальной галереи и сквера Хачкаров. В пешей доступности от станции расположена одноимённая площадь. Выходы со станции выходят на улицу Налбандяна и Арама.